# 최범석
최범석은 대한민국의 패션 디자이너다.

## 방송
- 탑 디자이너 2013 (2013)
- 패션왕 코리아 2 (2014) - 우승
- 우리가 응원한다! 청춘하라! (2015)

## 경력
- LG전자 마케팅 크리에이티브 디렉터 (2015)
- 서울모드패션직업전문학교 겸임교수 (2012 ~)
- FnC코오롱 헤드 크리에이티브 디렉터 (2011)
- PUMA X CBS (2010)
- 킨록 바이 킨록앤더슨 크리에이티브 디렉터 (2010)
- 뉴욕컬렉션 참가 (2009)
- 서울종합예술직업학교 패션디자인과 교수 (2009 ~)

## 수상
- 2017년 한국패션협회 월드 스타 디자이너 50인
- 2016년 루키 아시아 어워즈 패셔니스타상
- 2016년 대한민국 베스트브랜드 대상 브랜드부문
- 2011년 ~ 2013년 Seoul’s 10 Soul 디자이너
- 2012년 제19회 삼우당 섬유패션대상 패션세계화진흥부문
- 2011년 제4회 코리아패션대상 지식경제부장관 표창
- 2007년 대한민국 광고대상 인터넷부문 동상